# Tim Anstee
Timothy Anstee (Sídney, Australia, 19 de mayo de 1997), más conocido como Tim Anstee, es un jugador profesional australiano de rugby que se desempeña en la posición de ala abierto en Western Force, equipo perteneciente a la liga Súper Rugby.

## Carrera
En 2019, Anstee se unió al equipo Eastwood Rugby Club (2019-2020), después pasó a Western Force, donde lleva jugando cuatro temporadas. También fue parte de la segunda selección de rugby australiana, Australia A.